# برير
برير  قرية فلسطينية مهجرة احتلت ودمرت عام 1948 م خلال عملية باراك - أيار 1948. بلغ عدد سكانها في عام 1945 نحو 2740 نسمة، ووصل عددهم عام 1948 ما يقارب 3180 نسمة. وقُدّر عدد أبناء القرية اللاجئين في عام 1998 حوالي 19519 نسمة.

## موقع القرية
كانت القرية تنتشر على أرض غير مستوية في السهل الساحلي الجنوبي. وكان وادي القاعة -أحد روافد وادي الشقفات- يمتد عبر طرفها الشرقي رافدًا وادي الشقفات جنوب برير حتى ينتهي في وادي الحسي في الغرب.
وكان ثمة طريق عام داخلي يربط بلدات السهل الساحلي بغزة، ويمر إلى الشرق من القرية فيربطها بمناطق إلى الشمال والجنوب منها. وكان هذا الطريق العام يتقاطع مع طريق الفالوجة - المجدل العام (الذي يمتد من الشرق إلى الغرب) ويمر على بعد نحو 9 كيلومترات إلى الشمال من القرية. وقد ثبت أن برير هي بوريرون الواردة في المصادر البيزنطية. وخلال فترة الانتداب توسعت القرية غربا نحو تل يرتفع عنها قليلا وبقيت محافظة على أراضيها الزراعية في الجوانب الأخرى.

### السكان
وكان سكان برير من المسلمين لهم مسجدًا وسطها. وفي وسط القرية أيضا، كانت السوق مستوصف وطاحونة للحبوب. وقد أسست مدرستان إحداهما للبنات والأخرى للبنين في سنة 1920 وكان في القرية 241 تلميذا من كلا الجنسين في سنة 1947.

## اقتصاد القرية
انتعش اقتصاد القرية في الأربعينات عندما عثرت شركة نفط العراق البريطانية (IPC) على النفط في ضواحي برير وحفرت بئرا تقع على بعد كيلومتر من القرية إلى جهة الشمال كذلك ازداد نشاط السوق جراء وجود سوق أسبوعية في كل يوم أربعاء كانت تستقطب سكان القرى المجاورة والبدو. وكان سكان القرية يعملون أساسا في الزراعة وتربية المواشي. وكانوا يزرعون الحبوب والفاكهة وخصوصا الحمضيات والعنب والتين والخضروات. في الأعوام 1944-1945 كان ما مجموعه 43319 دونما مخصصا للحبوب و409 من الدونمات مرويا أو مستخدما للبساتين. وكان ثمة ثلاث آبار داخل القرية تمد سكانها بالمياه للاستعمال المنزلي. وعند نهاية فترة الانتداب حفر سكان القرية آبارا ارتوازية.

## المواقع الأثرية
وكانت برير مبنية فوق موقع أثري حيث كانت بقايا العمران الموغل في القدم ماثلة للعيان. وبالإضافة إلى ذلك كان في الجوار أربعة مواقع أثرية (خربة شعرتا، وتل المشنقة، وخربة المرشان، وخربة أم قس).

## أصل التسمية
بضم أوله، تصغير كلمة (بر) الآرامية بمعنى (الحقل). وفي أيام الرومان عرفت باسم (برور حايل). وهناك رواية تقول: أنها سميت بهذا الاسم نسبة إلى (برير) أخو تميم الداري. تقع في الشمال الشرقي من غزة على بعد 21 كم، وترتفع 75 مترًا، وقد برزت أهميتها منذ الحرب العالمية الثانية عندما قام الإنجليز بشق طريق رئيسية معبدة توازي الطريق الساحلية ـ غزة ـ يافا ـ وتقطع طريق الفالوجة ـالمجدل وتربط بين غزة، ومعسكر الجيش البريطاني في جولس، مارًا بقرية برير.

## احتلال القرية وطرد أهلها
حدث تسلل خطر إلى داخل برير في الأسابيع الأولى من الحرب، في 29 كانون الثاني\ يناير 1948. وكتب أحد مراسلي صحيفة (فلسطين) أن القوات الصهيونية استخدمت خمس عربات مصفحة في الهجوم الذي صد من دون وقوع أية ضحايا. ثم حدث هجوم مماثل في الشهر التالي، بعد ظهر اليوم الواقع فيه 14 شباط \فبراير. وفي هذه المرة- أوردت الصحيفة- اجتازت قافلة يهودية برير وتبادلت النار مع المدافعين عنها، ثم فرت وفي اليوم التالي جرح اثنان من سكان القرية عندما أزال الجنود البريطانيون بالقوة حاجزا أقيم عند مدخل القرية.
تمت الخطوة الأولى من الاحتلال الصهيوني لبرير مع إقامة مستعمرة عسكرية خارج القرية مباشرة. وقد أنشئت هذه المستعمرة وهي بيرور حايل، على قمة تل يبعد أقل من ميل عن برير، في 20 نيسان \ أبريل 1948. وأورد مراسل صحيفة (نيورك تايمز)أنه (عندما استيقظ سكان برير العرب وجدوا اليهود ينصبون منازل جاهزة ويبنون حائطاً للدفاع، وبرجاً للمراقبة.) وكان هؤلاء اليهود من قدامى المحاربين في الجيش البريطاني خلال الحرب العالمية الثانية الذين هاجروا إلى فلسطين. وقد فتح بعض سكان القرية النار عليهم إلا إن المنازل كانت عند الظهر قد ثبتت في مواضعها. وبعد هذا التاريخ بثلاثة أسابيع خلال ليل 12-13 أيار\ مايو 1948 م، هاجم لواء هنيغف (النقب) التابع للبلماح القرية، بالتنسيق مع عملية باراك التي كان ينفذها لواء غيفعاتي .
كانت عملية باراك تستهدف القرى الواقعة غرب وجنوب مدينة الرملة . بدأت العملية في آذار-مارس 1948 م، واشتركت فيها قوات معظمها من لواء غيفعاتي التابع لقوات الهاجاناه وشارك في هذه العملية أيضا لواء هنيغف (النقب) التابع للبلماخ بهدف السيطرة على جميع القرى الواقعة جنوبها.
ويذكر بيني موريس أن أحد الأهداف المعلنة كان طرد أكبر عدد ممكن من الفلسطينيين من القرى في المنطقة المحتلة مع حلول نهاية أيار-مايو 1948 م، وفي نهاية أيار-مايو 1948 م كان اللواءان قد نجحا في احتلال ثلاثين قرية تقريباً تقع معظمها جنوب مدينة الرملة مع انسحاب معظم وحدات الجيش المصري من المنطقة واقتصار عملية الدفاع لأهالي القرى الفلسطينيين على الأسلحة الخفيفة القليلة التي كانت بحوزتهم، وبهذا تمكن اللواءان من إخلاء المنطقة من عشرات الآلاف من سكانها.
جاء في توجيهات خطة دالت والصادرة إلى قائد لواء غيفعاتي شمعون أفيدان ما يلي: (سوف تحدد بمفردك بعد مراجعة مستشاريك في الشؤون العربية وضباط الاستخبارات القرى التي يجب احتلالها أو تدميرها) وبموجب الخطة التي اتبعها لواء جفعاتي خلال تلك العملية فان كل من بقي في هذه القرى بعد احتلالها كان عرضه للطرد.
وكانت قرية البطاني الغربي إحدى القرى التي احتلت خلال هذه المرحلة من العملية.

## برير في الوقت الحاضر
ينمو نبات الصبار المبعثر في الموقع، فضلاً عن بعض أشجار الجميز ونبات اللوتس. وفي وسع المرء أن يشاهد بقايا المنازل، بما في ذلك جزء صغير من حائط إسمنتي بين بعض أشجار الكينا عند مدخل أحد المنازل ولا يزال بعض شوارع القرية بادياً للعيان. أما الأراضي المحيطة بالموقع فمزروعة.
أقام الصهاينة على أراضيها مستعمرة (برور حايل) عام 1948، ومستعمرة (تلاييم) و(حيلتز) عام 1950، ومستعمرة (سدي داوود) 1955، ومستعمرة (زوهر) عام 1956.